# Avenue Édouard-Vaillant (Suresnes)
Pour les articles homonymes, voir Avenue Édouard-Vaillant.
L'avenue Édouard-Vaillant est une voie publique de la commune de Suresnes, dans le département français des Hauts-de-Seine.

## Situation et accès

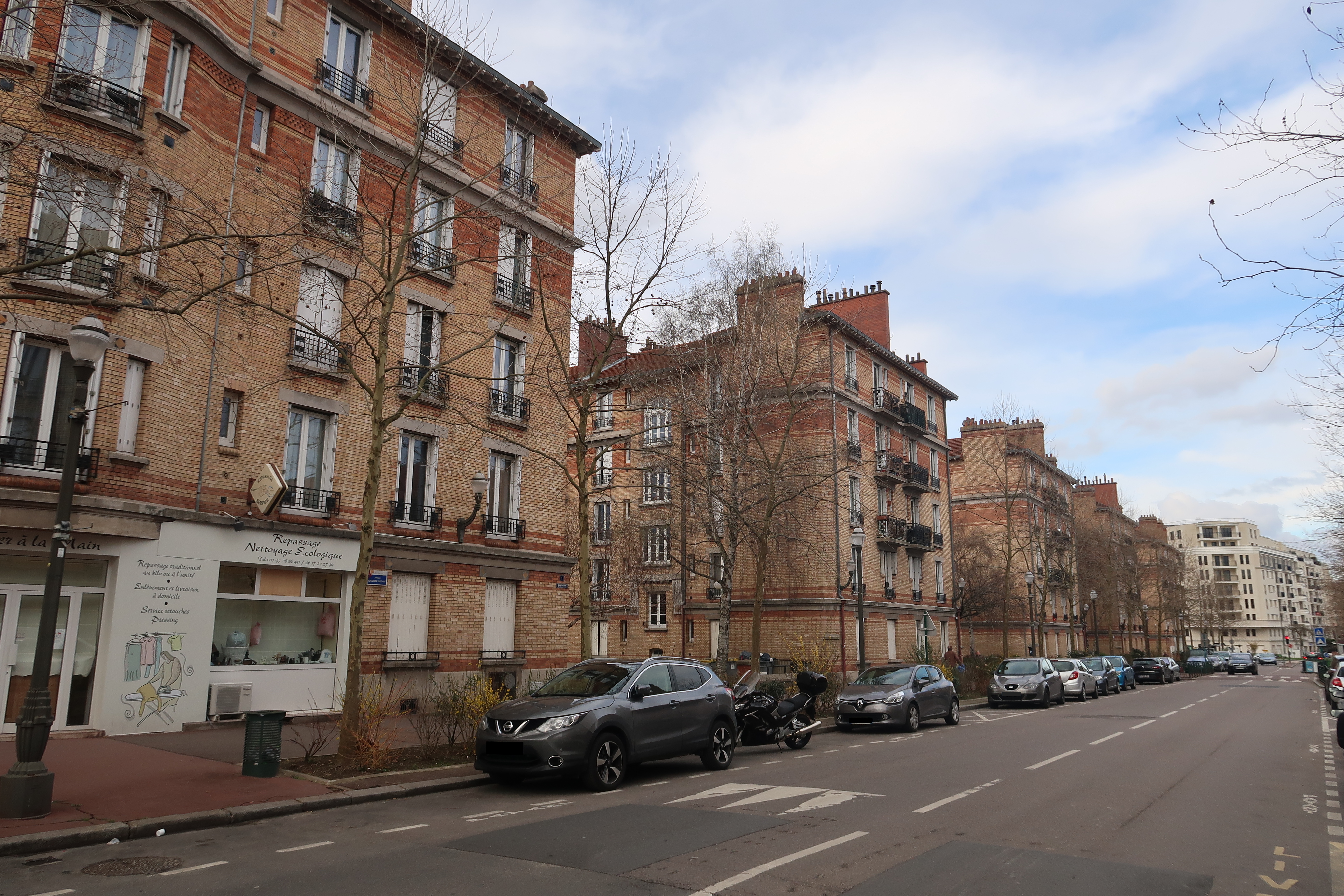
Immeubles d'habitation de la cité-jardin, mai 2018.

Orientée d'ouest en est, elle fait partie de la cité-jardin de Suresnes. Elle commence place Jan-Masaryk, rond-point où se rencontrent l'allée des Gros-Buissons, le boulevard Aristide-Briand, la rue de Locarno et l'allée des Marronniers. Elle traverse la place Jean-Jaurès et l'avenue Jean-Jaurès, et se termine au croisement de la rue Albert-Caron, de la rue de la Poterie et de la rue du Docteur-Marc-Bombiger, dans le prolongement de l'ancienne route stratégique aménagée de 1844 à 1855 (voir boulevard du Maréchal-de-Lattre-de-Tassigny).

## Origine du nom
Cette avenue, qui a d'abord porté le nom de rue Édouard-Vaillant, a été nommée en hommage à Édouard Vaillant (1840-1915), ancien communard et homme politique français.
La plupart des noms de rue de la cité-jardin répondent au souhait exprimé par le maire socialiste Henri Sellier au conseil municipal du 22 mars 1932 : « La municipalité a voulu rendre hommage aux penseurs et aux hommes d’État de toutes les religions et de toutes nationalités qui, au cours des siècles jusqu’à notre époque tragique, ont tendu à l’humanité le flambeau qui doit la guider vers la paix définitive et la fraternité des peuples ». Outre Édouard Vaillant, on peut aussi citer Sully, Aristide Briand ou encore Woodrow Wilson, dont les noms ont été repris pour des voies du nouveau quartier.

## Historique
À cet endroit se trouvait un lieu-dit appelé Les Gros Buissons, encore attesté en 1782 sous le nom Le Gros Buisson. Y fut créée la ferme impériale de la Fouilleuse. 
Les propriétaires du site sont expropriés pour permettre la construction de la cité-jardin de Suresnes, dont les travaux s'étendent de 1921 à 1956. L'avenue fait partie de la cité-jardin,.

## Bâtiments remarquables et lieux de mémoire

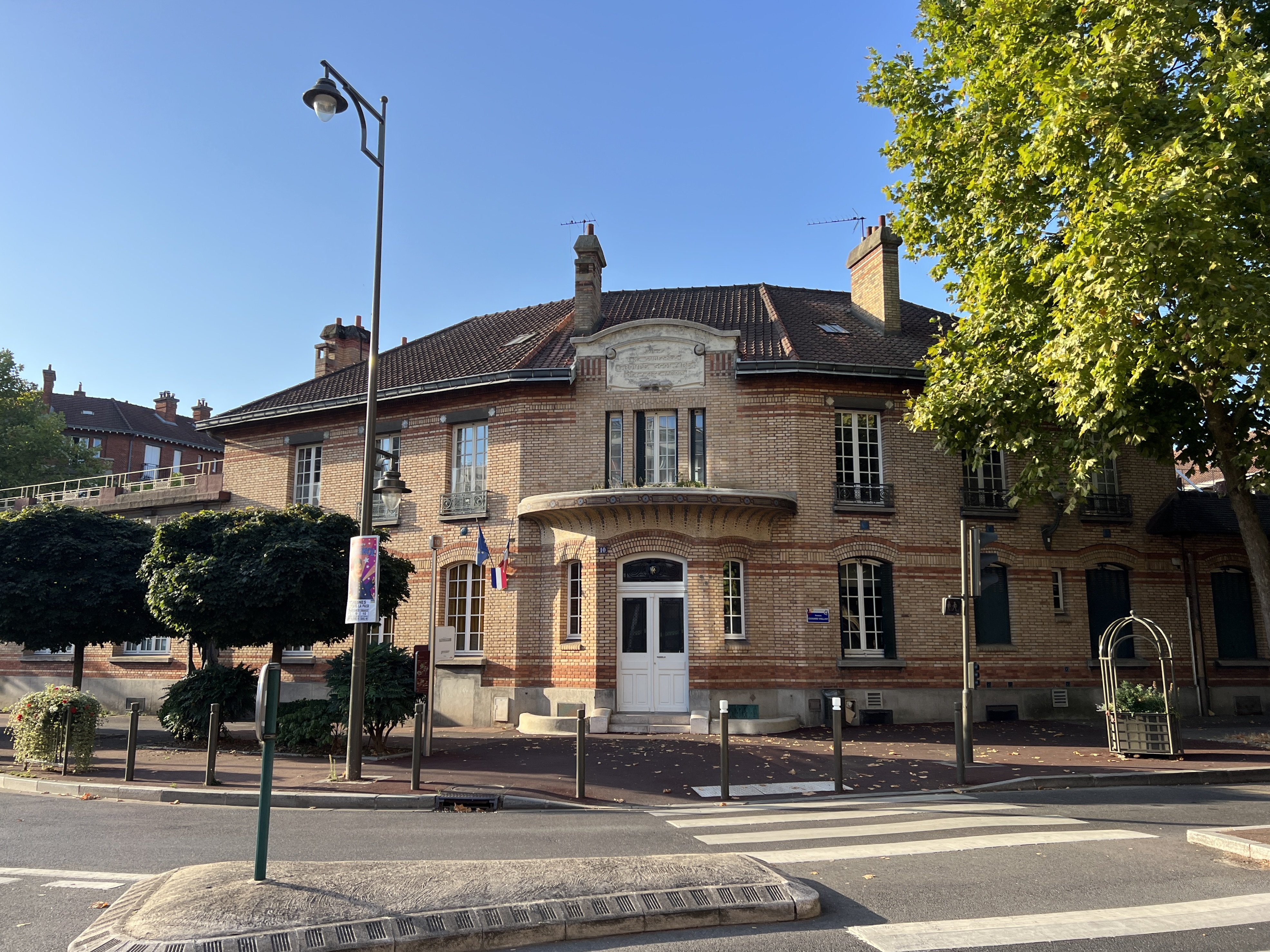
Groupe scolaire Vaillant-Jaurès.

- Nos 4-10, au croisement avec l'avenue Jean-Jaurès : groupe scolaire public. Le 28 décembre 1921, la municipalité acquiert de l'office des HBM un terrain de 9 250 m2 pour édifier une école, devenue le groupe scolaire Édouard-Vaillant puis Vaillant-Jaurès (écoles élémentaires de garçons et de filles et une école maternelle), l'État et le département finançant en grande partie les travaux, d’un coût d'environ 3 millions de francs. Y sont adjoints des cuisines, des bains-douches et un cabinet médical, dans un souci hygiéniste[7]. L’école est achevée en 1923[8].
Dès la fin de la décennie, elle se révèle cependant trop petite pour accueillir la population scolaire grandissante de la cité-jardin. On bâtit donc l’école Aristide-Briand sur un terrain de 11 367 m2, approuvée par décret du 5 juin 1930 et réalisée par les architectes Maistrasse et Quoniam. L'État finance à hauteur de 81 %. Finalement, l’école Aristide-Briand est entièrement dévolue aux garçons et Vaillant-Jaurès aux filles[9]. De nos jours, il s'agit d'écoles mixtes.
- Au bout de l'avenue, de l'autre côté de la place Jean-Jaurès, se trouve le marché couvert Caron-Jaurès, comprenant une halle alimentaire et un parvis à découvert[10]. Il date des années 2000. Il remplace un premier marché couvert, construit dans les années 1960, qui lui-même a succédé à un premier marché situé le long de l'avenue[11],[12].
- Sur la place du même nom est installée en avril 1929 une statue de l'homme politique socialiste Jean Jaurès, œuvre du sculpteur Paul Ducuing[13],[14] et du fondeur Gustave Leblanc-Barbedienne[9],[15]. D'abord placée au centre du rond-point, elle a été réinstallée le long du groupe scolaire[16].

Statue de Jean Jaurès
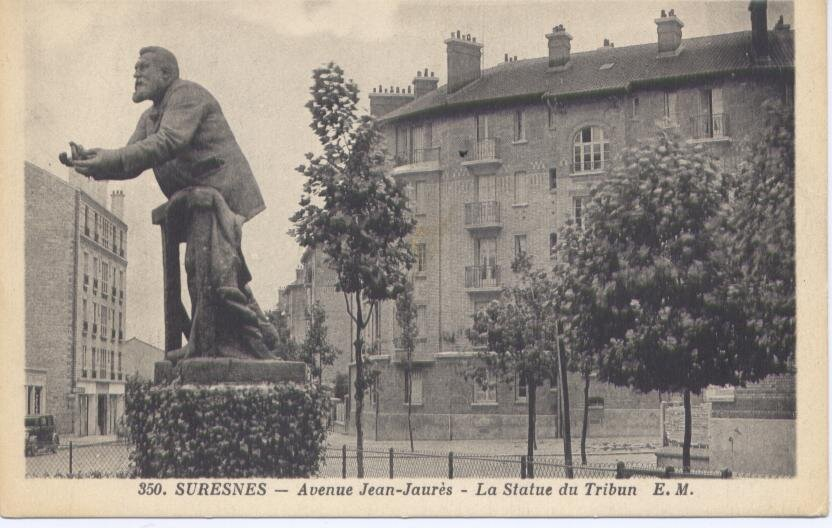
Dans les années 1930.
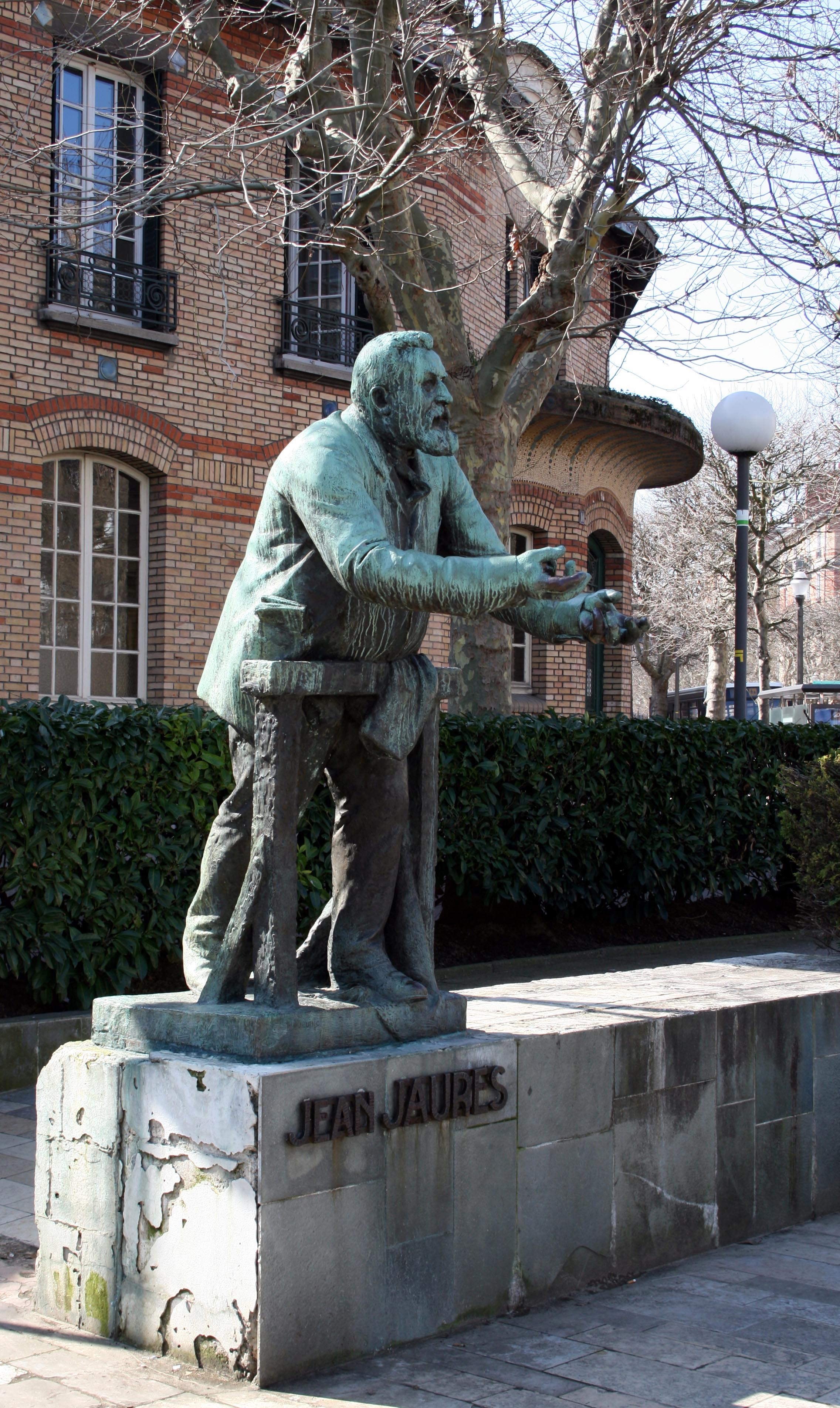
En 2007.
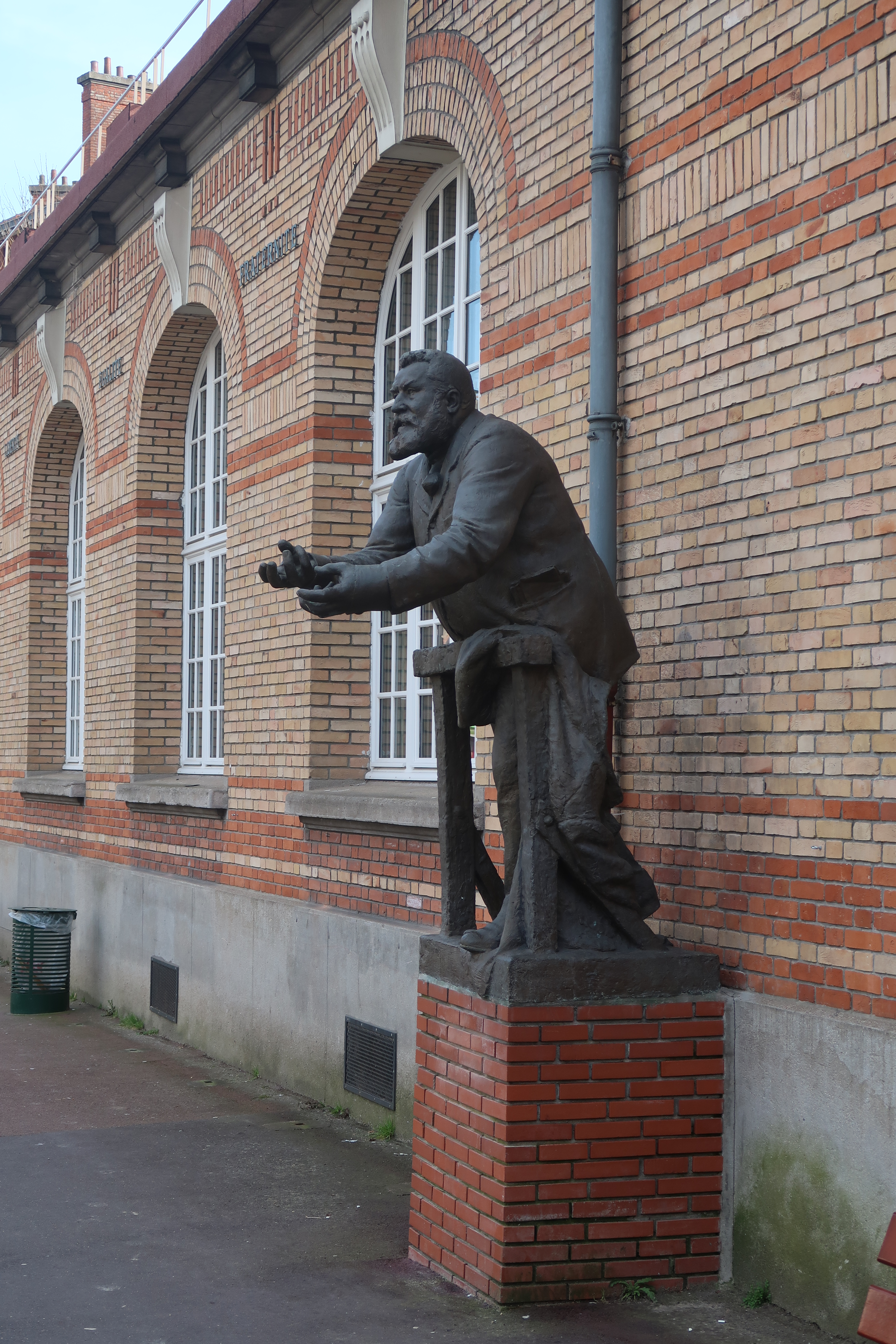
En 2018.